# 電波ホーミング誘導
電波ホーミング誘導（英語: radar homing guidance）は、電波（特にマイクロ波）を媒体としたホーミング誘導。

## 概要
目標から返ってくる電波（レーダー波）をシーカーで検知し、その方向に操舵することで、目標を捉える方式である。操舵においては、ほとんどが比例航法（PN）あるいは増強比例航法（APN）を採用している。
電磁波のなかでも、電波は光波（赤外線など）より大気圏内の透過性が高く、より長距離でも目標を探知・捕捉できることから、光波ホーミング誘導よりも長い射程で運用される傾向にある。電波（レーダー波）の放射源が、目標と発射母体、ミサイル本体のいずれにあるかに応じて、パッシブ方式とセミアクティブ方式、アクティブ方式の3種類に大別される。またホーミング誘導の原理上、ミサイルが目標に近接すればするほど誘導精度が向上する一方、誘導距離が比較的短いという問題がある。このことから、慣性誘導など他の誘導方式と組み合わせて複合誘導方式としている場合も多く、おおむね、下記のような趨勢となっている。
第1世代
セミアクティブ方式
第2世代
慣性/指令＋アクティブ方式
第3世代
慣性＋指令＋セミアクティブ/パッシブ/アクティブ

## アクティブ方式
アクティブ・レーダー・ホーミング（英語: Active Rader Homing, ARH）は、ミサイル本体が目標に電波（レーダー波）を照射することでミサイルを誘導する方式。AIM-120（アムラーム）、03式中距離地対空誘導弾、ハープーン、11式短距離地対空誘導弾、PL-15などに採用されている。
下記のセミアクティブ（SARH）方式と比して、発射後に発射母体の関与を必ずしも必要としないことからファイア・アンド・フォーゲット性を備えるという優位点がある。しかしその裏返しとして、ミサイル側への負担が大きく、小型・高性能なレーダーおよび誘導システムが求められることから、実用化には技術成熟を待つ必要があった。また、高価な誘導システムをすべてミサイルに内蔵し使い捨てにするコスト面の問題も無視できない。
またミサイルの誘導をARH方式単体で行なう場合には、発射直後よりミサイル自身のシーカーにより目標を捕捉しておく必要があり、射程がミサイル内蔵のシーカーの有効範囲内に限られるという欠点がある。このため、現在就役している機種では、ARH方式による誘導は終末航程のみとして、中途航程には他の誘導方式を併用して時系列的な複合誘導方式としている機種が多い。

## セミアクティブ方式

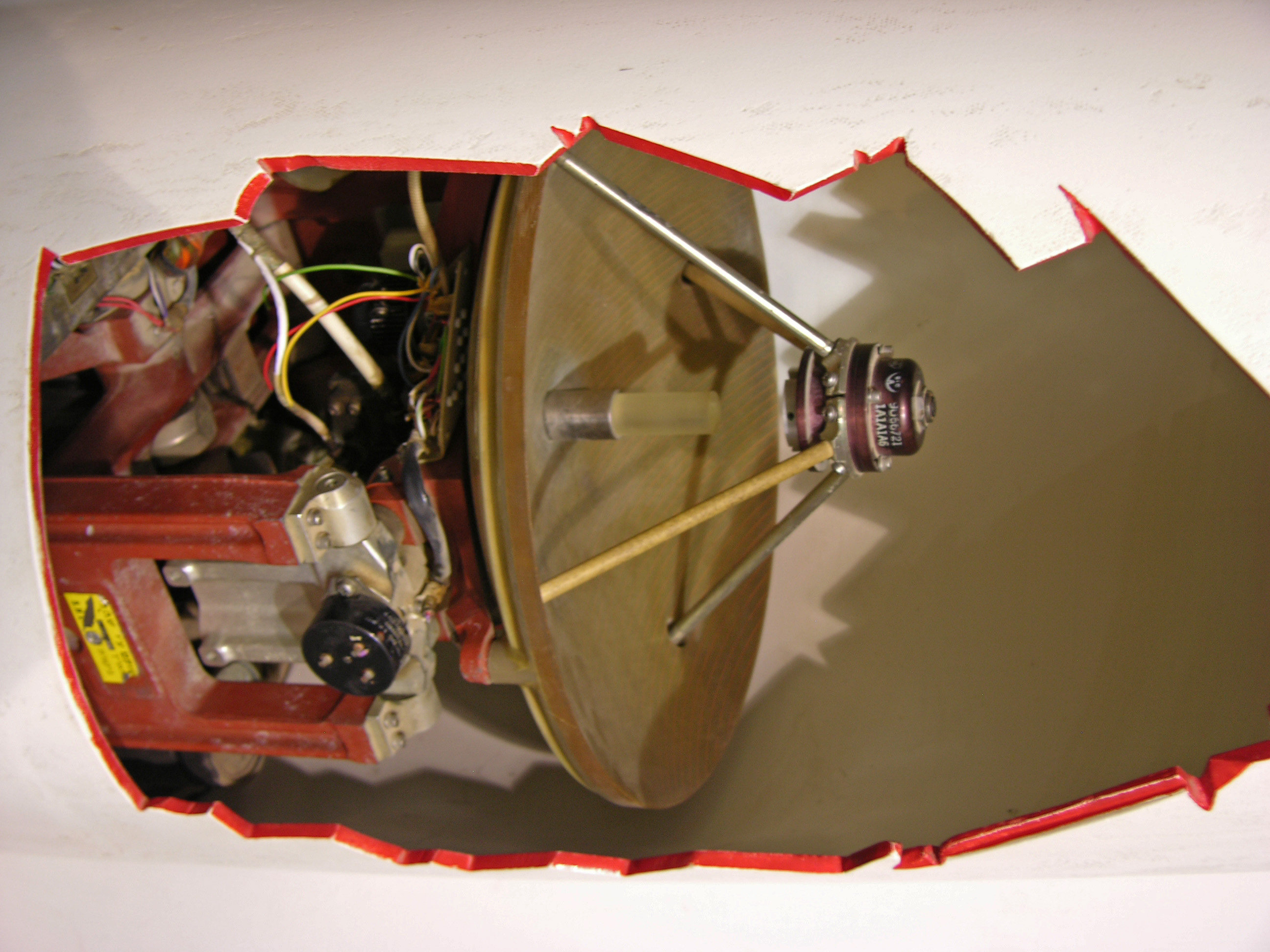
ホークのシーカー部。

セミアクティブ・レーダー・ホーミング（英語: Semi-active radar homing, SARH）とは、発射母体の電波によってミサイルを自動誘導する方式。発射母体が目標に電波を照射し、目標からの反射波をミサイルに搭載されたシーカーで検知することで、目標である反射波放射源を追跡する。AIM-7 スパローやR-27などに採用されている。
上記のアクティブ（ARH）方式と比して、目標への電波照射を発射母体に任せることから、ミサイル・シーカーの側の負担が小さいという優位点がある。このことから、比較的原始的な技術でも開発可能であり、電波ホーミング誘導としては最も初期に実用化されたほか、情報処理を発射母体に任せることができるため、ECMやクラッターによる影響も低減できる。
しかし一方で、ミサイルの誘導をSARH方式単体で行なう場合、ミサイルが目標に到達するまで、発射母体は絶えずレーダーによって目標を捕捉し続ける必要がある。このことから、下記のような欠点が指摘された。
発射後の機動に制限が生じる。
特にレーダーの覆域が機体の前方象限にしかない戦闘機の場合、敵の応射を回避できない（回避するとミサイル誘導もできなくなるので、ミサイルを無駄撃ちすることになる）という深刻な問題につながった。
同時多目標対処が困難となる。
ミサイルの誘導を担当するレーダーは、基本的に目標1個に対して1基ずつ必要となることから、特に地/艦対空防空において飽和攻撃に対し脆弱となった。
見えない目標への射撃が難しい
目標捕捉は発射前に行なわざるを得ず（Lock-On Before Launch：LOBL方式）、発射母体が捕捉していない目標に対する射撃が困難であった。
現在、電子技術の発達によってARH方式の誘導システムが実用化されたこともあり、対空射撃においては、ARH方式による代替や、慣性/指令誘導と組み合わせての複合誘導化が進んでいる。例えばスタンダードミサイル2型（SM-2）では、中途航程において慣性/指令誘導を採用し、発射されたミサイルに対するイルミネーター（ミサイルの誘導を担当するレーダー）の関与を終末航程のみに限定することで、イージスシステムの情報処理能力と合わせた時分割多重化処理による同時多目標対処を実現した。

## パッシブ方式
パッシブ・レーダー・ホーミング（英語: Passive Radar Homing, PRH）は、目標自体が発する電波を捉え、その方向へミサイルを誘導する方式である。主として対レーダーミサイルで使用されている。
初期のものは、事前の偵察によって得た情報を元に、目標となるレーダーの周波数に合わせてその周波数だけを拾うシーカーに付け替えて出撃していた。これは、敵の対空ミサイルが偵察情報と違うミサイルで電波も違うものだった場合に、空中でシーカーを交換できず攻撃できないなどの問題があった。
1979年に開発されたAGM-88 HARMは、ミサイルに多種にわたる敵のレーダー波のパターンを記憶させている。母機が飛行中に逆探知した敵のレーダー波から敵レーダーの種類を特定してミサイルに伝えると、飛行中にミサイルシーカーがそのレーダー波だけを拾うように変更できる。
これによってパッシブ・レーダー・ホーミング誘導装置は運用の柔軟性を増したが、事前に目標のレーダーが発するレーダー波の種類をデータベース化してミサイルに記憶させておく必要がある。そのため、近年のSEADには事前の電子偵察が不可欠である。
代表的機種としては、アメリカのAGM-88 HARMのほか、イギリスのALARM、ロシアのKh-31Pがある。RIM-116 RAMは対レーダーミサイルではないが、目標となる対艦ミサイルの発するレーダー波を捉えるために中間誘導にパッシブ・レーダー・ホーミングを取り入れている。また亜種として、空中のレーダーサイトであるAWACSやAEWを狙う対AWACSミサイル（KS-172など）もパッシブ・レーダー・ホーミング誘導装置を搭載したミサイルの一種である。